# 톈루이닝
톈루이닝(중국어 간체자: 田芮宁, 정체자: 田芮寧, 병음: Tián Ruìníng, 한자음: 전예령, 1997년 1월 17일~)는 중화인민공화국의 스피드스케이팅 선수로 2022년 동계 올림픽 스피드스케이팅에 참가했다.

## 경력
톈루이닝은 1997년 신장 위구르 자치구 커라마이시에서 태어났다. 2006년에 스케이트에 입문했으며 2010년에 신장 빙상단에 입단했다.
2012년에 중국 주니어 국가대표로 발탁되어 주니어 월드컵에 처음 출전했으며 2016년 3월에 중화인민공화국 창춘에서 열린 세게 주니어 선수권 대회에 참가했다. 이후 같은 해에 중국 성인 국가대표로 발탁되었으며 2016년 1월 벨라루스 민스크에서 열린 국제 대회에 출전하며 성인 대표팀 데뷔 경기를 가졌다.